# Maria Teresa del Liechtenstein (1721-1753)
Maria Teresa del Liechtenstein (nome completo in tedesco Maria Theresia Eleonora Walburga Innocentia; Vienna, 28 dicembre 1721 – Vienna, 19 gennaio 1753) è stata una principessa austriaca.

## Biografia
La principessa Maria Teresa nacque a Vienna nel 1721, terzogenita di Giuseppe Giovanni Adamo e di Maria Anna di Oettingen-Spielberg. Il 22 agosto 1741 a Mariaschein bei Teplitz sposò il principe Giuseppe I di Schwarzenberg.
Morì a Vienna nel 1753 e fu tumulata nella chiesa di Sant'Agostino.

## Discendenza
Maria Teresa del Liechtenstein e Giuseppe I di Schwarzenberg ebbero quattro figli e cinque figlie:
- Giovanni I Nepomuceno (1742-1789), il 14 luglio 1768 a Vienna sposò Marie Eleonore zu Oettingen-Wallerstein (1747-1797) ed ebbero otto figli e cinque figlie:[4]
  - Giuseppe II (1769-1833);
  - Giovanni (1770-1779);
  - Karl Philipp (1771-1820);
  - Antonio (1772-1775);
  - Francesco (1773-1789)
  - Ernesto (1773-1821);
  - Federico (1774-1795);
  - Maria Carolina (1775-1816);
  - Eleonora (1777-1782);
  - Maria Elisa (1778-1791);[5]
  - Maria Teresa (1780-1870);
  - Giovanni (1782-1783);
  - Eleonora Sofia (1783-1846).
- Maria Anna Giuseppa (Vienna, 6 gennaio 1744 - Penzing, 8 agosto 1803), il 17 ottobre 1764 sposò a Vienna il conte Ludwig von Zinzendorf (1721-1780);[6]
- Giuseppe Venceslao Giovanni Nepomuceno Emanuele Giuda Taddeo Francesco di Paola (Vienna, 26 marzo 1745 - Graz, 18 settembre 1781);
- Antonio di Padova Giovanni Nepomuceno Francesco Saverio Felice (Vienna, 11 aprile 1746 - Würzburg, 7 marzo 1764);
- Maria Teresa Caterina Valpurga Apollonia (Vienna, 30 aprile 1747 - 21 gennaio 1788), l'11 maggio 1772 sposò a Vienna il conte Sigmund Rudolf von Göess (1723-1796);[7]
- Maria Eleonora Sofia Giuseppa Ludovica Francesca Cristiana (Vienna, 13 maggio 1748 - Vienna, 3 maggio 1786);
- Francesco Giuseppe Federico Giovanni Nepomuceno Gaetano Giovanni Felice (Vienna, 8 agosto 1749 - Český Krumlov, 14 agosto 1750);
- Maria Giuseppa Teresa Agata (Vienna, 24 ottobre 1751 - Vienna, 7 aprile 1755);
- Maria Ernestina Teresa Raimonda (Vienna, 18 ottobre 1752 - Vienna, 12 aprile 1801), il 25 giugno 1778 sposò il conte Franz Xaver von Auersperg (1755-1803).[8]

## Titoli e trattamento
- 28 dicembre 1721 - 22 agosto 1741: Sua Altezza Serenissima, la principessa Maria Teresa del Liechtenstein
- 22 agosto 1741 - 19 gennaio 1753: Sua Altezza Serenissima, la principessa di Schwarzenberg

## Ascendenza
|                                           |                                     |                                           | Genitori                                      |  |  | Nonni |  |  | Bisnonni                       |  |  | Trisnonni                   |  |
|                                           |                                     |                                           |                                               |  |  |       |  |  | Hartmann III del Liechtenstein |  |  | Gundacaro del Liechtenstein |  |
|                                           |                                     |                                           |                                               |  |  |       |  |  | Hartmann III del Liechtenstein |  |  | Gundacaro del Liechtenstein |  |
|                                           |                                     | Agnese della Frisia orientale             |                                               |  |  |       |  |  | Hartmann III del Liechtenstein |  |  |                             |  |
| Antonio Floriano del Liechtenstein        |                                     |                                           |                                               |  |  |       |  |  | Hartmann III del Liechtenstein |  |  |                             |  |
|                                           |                                     | Sidonie Elisabeth von Salm-Reifferscheidt | Ernst Friedrich von Salm-Reifferscheidt       |  |  |       |  |  |                                |  |  |                             |  |
|                                           |                                     | Sidonie Elisabeth von Salm-Reifferscheidt | Ernst Friedrich von Salm-Reifferscheidt       |  |  |       |  |  |                                |  |  |                             |  |
|                                           |                                     | Sidonie Elisabeth von Salm-Reifferscheidt | Maria Ursula zu Leiningen-Dagsburg-Falkenburg |  |  |       |  |  |                                |  |  |                             |  |
| Giuseppe Giovanni Adamo del Liechtenstein |                                     | Sidonie Elisabeth von Salm-Reifferscheidt |                                               |  |  |       |  |  |                                |  |  |                             |  |
|                                           |                                     | Michael Osvald von Thun-Hohenstein        | Johann Sigmund von Thun-Hohenstein            |  |  |       |  |  |                                |  |  |                             |  |
|                                           |                                     | Michael Osvald von Thun-Hohenstein        | Johann Sigmund von Thun-Hohenstein            |  |  |       |  |  |                                |  |  |                             |  |
|                                           |                                     | Michael Osvald von Thun-Hohenstein        | Anna Margaretha von Wolkenstein-Trostburg     |  |  |       |  |  |                                |  |  |                             |  |
| Eleonora Barbara di Thun-Hohenstein       |                                     | Michael Osvald von Thun-Hohenstein        |                                               |  |  |       |  |  |                                |  |  |                             |  |
|                                           |                                     | Elisabeth von Lodron                      | Cristoph von Lodron                           |  |  |       |  |  |                                |  |  |                             |  |
|                                           |                                     | Elisabeth von Lodron                      | Cristoph von Lodron                           |  |  |       |  |  |                                |  |  |                             |  |
|                                           |                                     | Elisabeth von Lodron                      | Katharina zu Spaur und Flavon                 |  |  |       |  |  |                                |  |  |                             |  |
| Maria Teresa del Liechtenstein            |                                     | Elisabeth von Lodron                      |                                               |  |  |       |  |  |                                |  |  |                             |  |
|                                           | Johann Franz zu Oettingen-Spielberg | Johann Albrecht zu Oettingen-Spielberg    |                                               |  |  |       |  |  |                                |  |  |                             |  |
|                                           | Johann Franz zu Oettingen-Spielberg | Johann Albrecht zu Oettingen-Spielberg    |                                               |  |  |       |  |  |                                |  |  |                             |  |
|                                           | Johann Franz zu Oettingen-Spielberg | Maria Gertrud zu Pappenheim               |                                               |  |  |       |  |  |                                |  |  |                             |  |
| Franz Albrecht zu Oettingen-Spielberg     | Johann Franz zu Oettingen-Spielberg |                                           |                                               |  |  |       |  |  |                                |  |  |                             |  |
|                                           |                                     | Ludovica Rosalia von Attems               | Johann Jakob von Attems                       |  |  |       |  |  |                                |  |  |                             |  |
|                                           |                                     | Ludovica Rosalia von Attems               | Johann Jakob von Attems                       |  |  |       |  |  |                                |  |  |                             |  |
|                                           |                                     | Ludovica Rosalia von Attems               | Judith Maria von Tattenbach                   |  |  |       |  |  |                                |  |  |                             |  |
| Maria Anna di Oettingen-Spielberg         |                                     | Ludovica Rosalia von Attems               |                                               |  |  |       |  |  |                                |  |  |                             |  |
|                                           |                                     | Franz Ignaz von Schwendi                  | Maximilian zu Schwendi                        |  |  |       |  |  |                                |  |  |                             |  |
|                                           |                                     | Franz Ignaz von Schwendi                  | Maximilian zu Schwendi                        |  |  |       |  |  |                                |  |  |                             |  |
|                                           |                                     | Franz Ignaz von Schwendi                  | Marie Helene von Leonrod                      |  |  |       |  |  |                                |  |  |                             |  |
| Johanna Margaretha von Schwendi           |                                     | Franz Ignaz von Schwendi                  |                                               |  |  |       |  |  |                                |  |  |                             |  |
|                                           |                                     | Maria Margareta Fugger                    | Christoph Rudolf Fugger                       |  |  |       |  |  |                                |  |  |                             |  |
|                                           |                                     | Maria Margareta Fugger                    | Christoph Rudolf Fugger                       |  |  |       |  |  |                                |  |  |                             |  |
|                                           |                                     | Maria Margareta Fugger                    | Maria Anna von Montfort                       |  |  |       |  |  |                                |  |  |                             |  |
|                                           |                                     | Maria Margareta Fugger                    |                                               |  |  |       |  |  |                                |  |  |                             |  |